# René-Prosper Tassin
René-Prosper Tassin (Lonlay-l'Abbaye, 17 novembre 1697 – Parigi, 10 settembre 1777) è stato uno storico e diplomatista francese, monaco della Congregazione di San Mauro dell'Ordine di San Benedetto.

## Biografia
Prese i voti presso l'abbazia di Jumièges nel 1718. Fu unito da grande amicizia con il suo confratello, Don Toustain, insieme al quale lavorò a una nuova edizione delle opere di Teodoro Studita, il che li portò anche a visitare a Roma. Il lavoro venne interrotto da una disputa tra l'abbazia di Saint-Ouen (benedettina) e il capitolo di Rouen, che era assistito dall'erudito Jean Saas. Tassin e Toustain scrissero contro le tesi di Saas in difesa dei loro confratelli.
Risiedettero presso l'abbazia di Rouen dove rimasero fino al 1747, quando vennero trasferiti presso il monastero di Saint-Germain-des-Prés, a Parigi, dal generale del loro ordine. Per difendere l'autenticità degli atti della loro abbazia furono obbligati ad effettuare uno studio approfondito di diplomatica, dei diplomi, delle lettere e di altri documenti ufficiali, che Jean Mabillon già aveva preparato nella famosa opera in latino De re diplomatica.
Come risultato dei loro studi scrissero il Nouveau traité de diplomatique, sei volumi in quarto, che furono pubblicati tra il 1750 e il 1765. Toustain morì prima che il secondo volume fosse finito di stampare, Tassin quindi completò la grande opera da solo, ma volle che il nome del suo amico fosse presente in tutti i volumi; questi di conseguenza, come i primi due, sono conosciuti come l'opera dei "due Benedettini".
Successivamente Tassin scrisse la Histoire littéraire de la Congrégation de Saint-Maur (Parigi e Bruxelles, 1770, in quarto), una storia modello che contiene le vite e la lista dei lavori, stampati o manoscritti, di tutti gli autori istruiti dalla Congregazione, dalla sua formazione (1618) fino al tempo in cui Tassin lo ha scritto. Parecchi opere manoscritte di Tassin sono presso la biblioteca nazionale a Parigi.